# ジョゼフ・モニエ
ジョゼフ・モニエ（フランス語: Joseph Monier, 1823年11月8日 - 1906年3月13日）は、鉄筋コンクリートを考案したことで知られるフランスの庭師。
鉄筋コンクリートはさまざまな人物によって徐々に確立されていった技術であり、誰か一人に「発明」を帰することはできないが、その考案者の一人として必ず名前があがる人物である。

## 出自
モニエの若いころのことは詳しく伝わっていない。モニエは1823年に南フランスにあるニーム近郊のサン＝カンタン＝ラ＝ポトリーで生まれた。モニエは10代でパリに出て庭師として働きはじめた。

## 鉄とコンクリートの組み合わせの考案

### 金網を入れた植木鉢の考案
当時の園芸用の植木鉢類は、もっぱら伝統的な陶器（粘土を焼いたもの）で作られたものが普及していた。これに新しい変わり種としてコンクリート製の植木鉢も出回るようになっていて、目新しさからそれなりに人気があった。
しかしコンクリート製植木鉢は不便だった。分厚いコンクリート製の鉢は重すぎて容易には動かせず、堅い割にはよく壊れた。
モニエは薄くて丈夫な植木鉢を求め、コンクリートの鉢の改良に取り組んだ。そして1849年に、金網にセメントを流し、補強したコンクリート鉢をつくるという発想に到達した。モニエははじめ、凍結しても割れない水道管の材料を探しているうちに、コンクリートを金網で補強することに行き着いたと言う。
それよりも以前から、鉄骨をコンクリートで被膜する工法が知られていたが、これは建築物の耐火性を高める目的で行われており、強度を高める目的で鉄とコンクリートを組み合わせたのはモニエの植木鉢が最初だと考えられている。
ジョゼフ＝ルイ・ランボーが「セメントボート」と呼ばれる鉄筋コンクリート製の船を初めて建造したのが1848年であったことも忘れてはならない。

### 建築土木会社の創業
1855年、パリで万国博覧会が開催された。ジョゼフ＝ルイ・ランボーは、彼の2番目のセメントボートを展示した。ジョゼフ・モニエがそれを見たかどうかは誰も確認できない。
1860年1月1日、パリ市域がティエールの城壁まで拡張された。パリが大きくなることは、モニエの小さな仕事も増えることを意味した。彼は15人の労働者と3人の施工管理者を雇った。
雑誌『ル・シマン（Le Ciment）』によると、モニエは1860年に鉄筋セメントのテラスを作り始めたという。第二帝政期の繁栄は、新しいブルジョワジーの、家、庭、公園、水道の快適さを向上させる要求を高めることになる。
1871年1月、普仏戦争時のプロイセンのパリ砲撃の後、モニエの社屋は廃墟と化した。

### パリ万博への出展
モニエは1867年のパリ万国博覧会に金網入りの植木鉢を出品した。7月16日にはシュロを植えるための「鉄で強化した園芸用の桶」で最初の特許を取得した。これによってモニエの手法は世間に広く知られることになった。
モニエは鉄網入りのセメント材の用途を次々と考案し、さまざまな特許を取得していった。「管と鉢」（1868年）、「建物の外装用の羽目板」（1869年）、「橋」（1873年）、枕木（1877年）、「梁」（1878年）などである。

### 世界初の鉄筋コンクリート橋の設計と施工

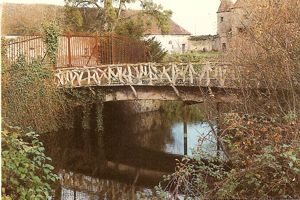
シャズレ橋

1875年、建築家アルフレッド・ドーヴェルニュは、サン＝ブノワ＝デュ＝ソー近郊のシャズレ城の所有者であるトーピナール・ド・ティリエール（M. Taupinart de Tilière）の依頼を受け、城の堀に架かる鉄筋コンクリートの橋の設計と施工をモニエに依頼した。モニエの設計によって、シャズレ城に世界初の鉄筋コンクリート製の橋が架けられた。長さ13.80m、幅4.25mのこの橋は、歴史建造物の建築家たちが保存を認めないにもかかわらず、現在も存在している。世界初の鉄筋コンクリート橋である。
モニエはほかにもさまざまなものに鉄筋コンクリートを使用する奇抜なアイデアを出し、「鉄筋コンクリート製の棺」まで考案した。1880年には鉄筋コンクリートの耐震家屋を試作するに至っている。

### 多数の特許の取得
しかし、モニエ自身は、コンクリートと鉄の組み合わせでどうして強度が高まるのか、その原理を理解はしていなかった。モニエが取得した特許の中でも、そのメカニズムについては説明されておらず、具体的な強度は直感に頼っていたが、それでも当時、鉄筋コンクリートで建物を作るには、モニエに特許使用料を支払う必要があった。
そのせいで、モニエの特許を直接的に建築に応用するのは難しく、当時、急速に成長していた建築業で本格的に採用されるに至らなかった。モニエは商業的な利益を手にすることがないまま、1906年に没した。その死因はよくわかっていない。

## 鉄筋コンクリートの国際的展開と発展
1879年、オーストリアで特許を申請。1880年にR.シュスター（R. Schuster）に特許を売却。
1880年1月11日、ロシアで議定書に調印。
1880年12月16日、ベルギーとオランダで特許使用権を取得。
1881年には、ドイツ全土に対する特許を申請した。ミュンヘンのルートヴィヒ＝フェルディナント橋は、この原理を応用した鉄筋コンクリート製のアーチ橋で、ミュンヘン初の橋である。

### アンネビックによる応用
フランスのフランソワ・アンネビック（1842-1921年）は、1867年パリ万国博覧会でモニエの鉄筋コンクリートの鉢や桶を見て、この新しい建材を建築分野へ実用する試みをはじめ、鉄道の枕木や管、床や橋に使用するようになった。その年には事務所を立ち上げ、1892年には全面的な鉄筋コンクリート造の建築に関する特許を取得した。

### ヴァイスによる応用
モニエの特許はドイツやオーストリアで特に人気があった。中でもベルリンの建築家・技術者のグスタフ・アドルフ・ヴァイス（1851-1917年）によって、鉄筋コンクリートの技術が建築界に欠かせないものとして確立されることになった。
ヴァイスは事務所を立ち上げて、ドイツとオーストリア国内におけるモニエの特許権を買収した。そのうえで鉄筋コンクリートに関する研究を重ね、載荷試験などを行って、モニエ自身も仕組みを理解していなかった鉄筋コンクリートの強度について解明した。ヴァイスはこれらの結果をまとめ、1887年に『モニエ・システム （The Monier System）』というタイトルで発表し、さまざまな建築工法のなかでモニエの鉄筋コンクリートを最も高く評価するとともに、鉄筋コンクリートの構造計算を確立した。この工法を解説するパンフレット （Monier Brochure） も広く出版された。
このレポートによって、ドイツ語圏では「モニエ・システム」と称する鉄筋コンクリート工法が知れ渡ることになった。ヴァイス自身も、モニエ・システムによって、ドイツ国内で1887年から1899年までの間だけで320もの橋を建設している。まもなくこの工法はヨーロッパ中に広まり、オーストラリアやアメリカでも採用されて普及するようになった。のちにヴァイスはヴァイス＆フライターク社を興している。
20世紀に入ると鉄は鋼に置き換えられるようになり、引張強度が飛躍的に高まったことで、鉄筋コンクリートは建築業界に欠かせない建材となっていった。

## ジョゼフ・モニエ社の破産
ジョゼフ・モニエの特許で巨万の富を築いた人たちがいたにもかかわらず、モニエ自身は貧しい余生を送った。彼の特許を使用した企業のほとんどは、彼に特許使用料を支払うことを「忘れていた」のである。
1888年6月27日、ジョゼフ・モニエ社は破産宣告を受けた。

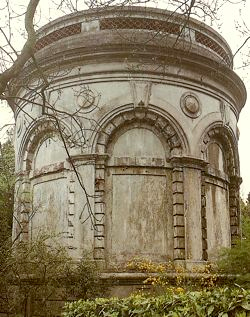
クラマール貯水池

1888年11月3日、建築家レオン・ジナンの指揮の下、1877年に建設が開始されたクラマールの老人ホーム、ブリニョール・ガリエラ財団の落成式が行われた。この老人ホームのために、ジョゼフ・モニエ社は高さ10m、直径8mの貯水池を建設した。外観は建築家プロスペール・ボバン（1844年～1924年）が設計した。
1889年、ジョゼフ・モニエがブランディ・レ・トゥール城の地下牢に140段のセメント製階段を建設。

## 鉄筋コンクリートの強度
モニエの出身地の南フランスには古代ローマ時代の建造物が今でも数多く残っている。古代ローマ人はポッツォラーナ と呼ばれる火山灰を使ってローマン・コンクリートと呼ばれるコンクリートを作り、建築をした。しかし原料の調達が困難で、このコンクリート技術はやがて失われていった。
1820年代にイギリスでポルトランドセメントが開発されると、コンクリートの使用がヨーロッパで復活した。
モニエ自身は仕組みを理解していなかったが、モニエのアイデアの重要な点は、コンクリートと鉄を組み合わせることで、それぞれの建材の長所が引き出されることにあった。
コンクリートは圧縮強度や破砕強度が高い一方で、せん断強度は不十分で、引張強度はかなり弱い。鉄は逆に引張強度が高く、靱性が高いのでせん断強度に優れる。この両者を組み合わせることでお互いの欠点を補い合い、圧縮にも引張にも強い建材となった。
これは、鉄筋コンクリートが水平面に使用されて大きな重量を支えることが可能になったことを意味する。これによってコンクリートでは用いられなかったような、梁、床、薄い壁などの用途にも鉄筋コンクリートを使用できるようになった。
実際の施工の面でもメリットがある。鉄は加工が容易ではないし、複雑な成型をしようとするとコストが高くつくが、コンクリートは安価で成型も自由である。そのため針金や鉄筋のように基本的で一律な形に整えた鉄を組織状に組み合わせ、コンクリートを同時に用いることで、コストを抑えながら、強度を高めてさまざまな形状の建築を実現できる。

## 特許
| 特許番号     | 年月日     | 特許の表題 |
| ------------ | ---------- | --- |
| 77 165       | 1867-07-16 | 園芸用の可搬式鉄・セメント製植木鉢 |
| 77 165 追加  | 1868-07-04 | パイプの加工方法 |
| 77 165 追加  | 1868-09-19 | 庭の水を保持するための固定および不動の鉄とセメント製のたらい製造プロセス                                                               |
| 77 165 追加  | 1869-09-02 | フェンスハウスに使用される可動式および固定式のパネルのプロセス、など                                                                   |
| 77 165 追加  | 1873-08-13 | あらゆる規模の橋や歩道橋の建設に適用                                                                                                   |
| 77 165 追加  | 1875-03-16 | 木箱と棺の構築システム … |
| 77 165 追加  | 1875-07-26 | 階段施工システム |
| 120 989      | 1877-11-03 | 線路、鉄道および非鉄道に適用可能なセメントと鉄の枕木とサポートのシステム                                                               |
| 120 989 追加 | 1878-06-27 | 下水道や水道の建設への応用 |
| 120 989 追加 | 1878-08-14 | 梁、橋梁、歩道橋の建設への応用 |
| 120 989 追加 | 1880-01-30 | 前記枕木（継ぎ手）を実行する方法におけるシステムの修正と改良                                                                           |
| 135 590      | 1880-03-15 | 水、ワイン、ビール、サイダー、オイルなど、あらゆる液体の容器として、あらゆる産業分野で使用されるセメントと鉄でできた樽と容器のシステム |
| 135 590 追加 | 1880-08-03 | このシステムは、平面、傾斜面、垂直、水平、その他あらゆるタイプの表面用のセメントおよび鉄プラスターとコーティングの製造に適用される     |
| 135 590 追加 | 1880-08-04 | 飲料用飼い葉桶、給餌用飼い葉桶、花瓶、フラワーボウル、箱、スタンドなどの製造に応用                                                     |
| 120 989 追加 | 1881-03-02 | 鉄とセメントによる直線床または曲面床の施工への適用                                                                                     |
| 170 798      | 1885-08-24 | パイプシステム、セメントと鉄で作る導管                                                                                                 |
| 170 798 追加 | 1885-12-24 | パイプ製造システムの改善の改良 |
| 175 513      | 1886-04-15 | セメントと鉄でできた頑丈な、または持ち運び可能な、衛生的で経済的な家屋の製造システム                                                   |
| 213 013      | 1891-04-24 | セメントと単層または複層の鉄からなる電信・送電線用ケーブル・ダクトの製造システム                                                       |